# Mikołaj Lew Sołomerecki
Mikołaj Lew Sołomerecki herbu Rawicz (zm. w 1626 roku) – kasztelan smoleński w latach 1623–1626/1627, podkomorzy piński w 1608 roku, książę.
Był wyznawcą prawosławia. 25 czerwca 1608 został  mianowany podkomorzym pińskim. W  1613 obrano go posłem na sejm nadzwyczajny. W drodze do Warszawy dowiedział się o rabunku przez Kozaków swoich majątków, zawrócił, by oszacować straty, a następnie wniósł oficjalną skargę do grodu we Włodzimierzu Wołyńskim, stwierdzając w niej, że Kozacy uniemożliwili mu wywiązanie się z poselskich obowiązków. Mimo nieobecności na sejmie, wybrano go na komisarza do ewentualnych traktatów ze skonfederowanym wojskiem i zbuntowanymi wojskami kozackimi. W 1616 był deputatem do Trybunału Litewskiego z powiatu pińskiego. 3 lutego 1623 otrzymał awans na kasztelanię smoleńską. Żoną Sołomereckiego  była Regina, córka kasztelana kijowskiego Gabriela Hosckiego, siostra kasztelana kijowskiego Romana. Z małżeństwa tego pochodzili syn Jan Władysław oraz pięć córek. Mikołaj Lew zmarł pod koniec 1626 lub na początku 1627. Syn Jan Władysław (zm. 1641) był ostatnim męskim potomkiem rodu.